# San José Tipceh
San José Tipceh es una localidad del municipio de Muna en el estado de Yucatán, México.

## Toponimia
El nombre (San José Tipceh) hace referencia a José de Nazaret y Tipceh es proviene del idioma maya.

## Hechos históricos
- En 1950 cambia su nombre de San José a San José Tibke.
- En 1970 cambia a San José Tip-Ceh.
- En 1970 cambia a San José Tip-Ceb.
- En 1990 cambia a San José Tipceh.

## Demografía
Según el censo de 2005 realizado por el INEGI, la población de la localidad era de 488 habitantes, de los cuales 235 eran hombres y 253 eran mujeres.
| 339                         | 381 | 124 | 146 | 192 | 177 | 197 | 269 | 343 | 361 | 411 | 404 | 488 |
| (Fuente: INEGI [Consultar]) |     |     |     |     |     |     |     |     |     |     |     |     |